# 巴格拉特五世
巴格拉特五世（？—1393年）是一位喬治亞國王（1360年–1393年在位），大衛九世之子，巴格拉季昂王朝的成員。
巴格拉特五世在1360年父親去世後即位。1386年帖木兒帝國入侵喬治亞，喬治亞首都提比里亞在半年的圍城後陷落。巴格拉特答應帖木兒昄依伊斯蘭教並向其稱臣，但在帖木兒的軍隊離開後便重新稱王。他在1393年去世後，傳位給兒子吉奧爾基七世。